# نبرد چیل چول لیانگ
نبرد چیل چول لیانگ (انگلیسی: Battle of Chilcheollyang) یکی از نبردهای تهاجم ژاپن به کره (۱۵۹۸–۱۵۹۲) بود
دستور حمله به ژاپنی‌ها در نزدیکی بندر بوسان مستقیماً از جانب پادشاه سئون‌جو صادر شد. حمله به نیروهای مستحکم ژاپنی از دیدگاه نیروی دریایی و حتی بعضی از مقامات دولت به عنوان مأموریت مرگ تلقی می‌شد. در حقیقت دریاسالار مشهور یی سون شین تا حد زیادی به دلیل امتناع از انجام این حمله از نیروی دریایی کنار گذاشته شد. جناح‌گرایی در دربار پادشاه سئون‌جو موجب کنار گذاشته شدن یی سون شین و انتصاب وون کیون که او نیز بر انجام این حمله بی‌میل بود شد. در بیستم اوت ۱۵۹۷ دریاسالار وون کیون ناوگانی شامل ۲۰۰ کشتی را در صفی گسترده در مقابل ۱۰۰۰ کشتی ژاپنی که در ساحل کمین کرده بودند هدایت کرد. شب هنگام بود و وون کیون و یی اوک گی که هر دو در نبرد شبانه ناوارد بودند مجبور شدند در حالی که ژاپنی‌ها سعی می‌کردند تلهٔ بستهٔ خود را تنگ‌تر کنند، چندین بار با ناوگان خستهٔ خود عقب‌نشینی کنند. فرماندهان به تنگهٔ چیل چول لیانگ جایی که بعداً توسط نیروی دریایی پیش قراول ژاپن مورد حمله قرار گرفت، فرار کردند. همزمان با نابودی ناوگان پادشاهی چوسان به دست ژاپنی‌ها، وون کیون فرار کرد اما یی اوک گی فرار را رد کرده، تا آخرین لحظه جنگید و سرانجام با پریدن به داخل آب به زندگی خود خاتمه داد.